# Mynningstjärnen
Mynningstjärnen är en sjö i Hudiksvalls kommun i Hälsingland och ingår i Delångersåns huvudavrinningsområde. Sjön är 4,9 meter djup, har en yta på 0,028 kvadratkilometer och befinner sig 225 meter över havet.